# Robert Werdann
Robert Werdann (Queens, 12 september 1970) is een Amerikaans voormalig basketballer en basketbalcoach.

## Carrière
Werdann speelde vier jaar collegebasketbal voor de St. John's Red Storm, van 1988 tot 1992. In 1992 werd hij als 46e in de tweede ronde gekozen door de Denver Nuggets ind de NBA draft. Hij speelde een seizoen voor de Nuggets, maar in oktober 1993 werd zijn contract ontbonden. Hij speelde het seizoen 1993/94 bij de Yakima Sun Kings uit de CBA. In de zomer van 1994 speelde hij voor de Long Island Surf uit de USBL. In oktober 1994 tekende hij bij de Los Angeles Clippers, maar nog diezelfde maand werd zijn contract hier weer ontbonden.
Hij speelde het seizoen 1994/95 bij de Harrisburg Hammerheads uit de CBA. In de zomer van 1995 keerde hij terug naar de Long Island Surf. In oktober 1995 tekende hij bij de New Jersey Nets waar hij een seizoen speelde. Aanvankelijk werd zijn contract niet verlengd en tekende hij bij de Oklahoma City Cavalry uit de CBA. In december 1996 tekende hij toch nog bij de Nets en speelde er op en af doorheen het seizoen 1996/97. In de zomer van 1997 speelde hij voor een derde keer voor de Long Island Surf.
De volgende twee seizoenen keerde hij terug naar de Yakima Sun Kings uit de CBA. Eind januari 1999 tekende hij bij de Chicago Bulls maar twee weken later werd zijn contract weeral ontbonden zonder te spelen voor hen. In juli 1999 werd hij als tweede in de IBL Draft gekozen door de St. Louis Swarm. In oktober 1999 tekende hij bij de New Jersey Nets maar ook hier werd zijn contract al snel weer ontbonden. Hij tekende daarna bij de Vancouver Grizzlies maar opnieuw werd zijn contract nog voor de start van het seizoen ontbonden. Hij tekende daarop bij de Baltimore Bayrunners uit de IBL waar hij het seizoen 1999/00 speelde. Voor de start van het NBA seizoen 2000/01 had hij nog een contract getekend bij de Cleveland Cavaliers maar dat werd ontbonden voor de start van het seizoen.
In 2000 werd hij assistent-coach bij de Yakima Sun Kings onder Paul Woolpert. Na een seizoen werd hij assistent bij de Columbus Riverdragons onder hoofdcoach Jeff Malone tot in 2004. In 2004 werd hij scout voor de New Orleans Hornets waar hij in functie bleef tot in 2009. Voor het seizoen 2009/10 werd hij assistent-coach voor de Hornets onder hoofdcoach Byron Scott en daarna Jeff Bower. In het seizoen 2010/11 werd hij assistent-coach bij de Golden State Warriors onder hoofdcoach Keith Smart. Na een seizoen werd hij assistent bij de Charlotte Bobcats waar hij drie jaar coachte onder Paul Silas en Mike Dunlap. In 2013 was hij hoofdcoach van de Mets de Guaynabo van februari 2013 tot mei 2013. Voor het seizoen 2013/14 werd hij assistent onder Mike Peck bij de Idaho Stampede.
In 2014 werd hij scout voor de Detroit Pistons. In september 2017 werd hij coach van de Grand Rapids Drive, maar hij stapte in december van dat jaar alweer op.

## Statistieken

### Regulier seizoen
| Seizoen  | Team            | WG | WS | MPW | 2P%  | 3P% | FW%   | RPW | APW | SPW | BPW | PPW |
| -------- | --------------- | -- | -- | --- | ---- | --- | ----- | --- | --- | --- | --- | --- |
| 1992/93  | Denver Nuggets  | 28 | 0  | 5,3 | 31,0 | 0,0 | 54,8  | 1,9 | 0,3 | 0,2 | 0,1 | 1,9 |
| 1995/96  | New Jersey Nets | 13 | 0  | 7,2 | 50,0 | 0,0 | 53,8  | 1,8 | 0,2 | 0,4 | 0,2 | 3,0 |
| 1996/97  | New Jersey Nets | 6  | 0  | 5,2 | 42,9 | 0,0 | 100,0 | 1,0 | 0,0 | 0,3 | 0,2 | 1,5 |
| Carrière | Carrière        | 47 | 0  | 5,8 | 38,1 | 0,0 | 57,4  | 1,7 | 0,2 | 0,3 | 0,2 | 2,1 |